# سارا اریکسون
سارا اریکسون (به انگلیسی: Sara Erikson) بازیگر آمریکایی است.
از فیلم‌های معروف او می‌توان به بازی در فیلم مردان سول اشاره کرد.